# Just Bing (præst)
 Der er flere personer med dette navn, se Just Bing.
Just Bing (født 1718, død 25. februar 1765) var en dansk præst, broder til Jens Vilhelm Bing, brodersøn til Jens Bing.
Bing blev student 1737 og havde under sit ophold i København væsentlig støtte af sin rige farbroder, dr. med. Jens Bing. Efter at han havde taget attestats 1740 og et par år været alumne på Borchs Kollegium, gjorde onklen ham det også muligt at kunne opholde sig længere tid i udlandet. Han studerede i Helmstedt, hvor han skal have haft ansættelse som ekstraordinær professor, og i Leiden, hvor han var 1746.
Hjemkommen fra udlandet blev han 1748 kaldet til sognepræst for Besser og Onsbjerg menigheder på Samsø; fra 1750 var han tillige provst. Uagtet han var bekendt for sin lærdom, har man af ham dog kun nogle ubetydelige disputatser fra tiden før hans udenlandsrejse. Han var gift med Abigael Marie Brandt, hvis fader var renteskriver. Hun overlevede manden i 30 år.